# ハジムラド・マゴメドフ
ハジムラド・マゴメドフ（露: Хаджимурат Магомедов、ラテン文字: Khadzhimurad Magomedov、1974年2月24日 - ）は、ロシアのレスリング選手。ダゲスタン共和国の首都マハチカラ出身。
1996年アトランタオリンピックレスリングフリースタイル82kg級の金メダリストである。

## 実績
- オリンピック
  - 1996年アトランタオリンピック 金メダル
- 世界選手権
  - 優勝 2001年
  - 2位 1999年
- ヨーロッパ選手権
  - 優勝 1997年
  - 3位 1996年